# Вьервиль-сюр-Мер
Вьерви́ль-сюр-Мер (фр. Vierville-sur-Mer) — коммуна во Франции, находится в регионе Нижняя Нормандия. Департамент коммуны — Кальвадос. Входит в состав кантона Тревьер. Округ коммуны — Байё.
Код INSEE коммуны — 14745.

## Население
Население коммуны на 2010 год составляло 246 человек.
| 1962 | 1968 | 1975 | 1982 | 1990 | 1999 | 2010 |
| ---- | ---- | ---- | ---- | ---- | ---- | ---- |
| 290  | 265  | 255  | 292  | 256  | 237  | 246  |

## Экономика
В 2010 году среди 131 человека трудоспособного возраста (15—64 лет) 97 были экономически активными, 34 — неактивными (показатель активности — 74,0 %, в 1999 году было 60,4 %). Из 97 активных жителей работали 81 человек (42 мужчины и 39 женщин), безработных было 16 (7 мужчин и 9 женщин). Среди 34 неактивных 7 человек были учениками или студентами, 23 — пенсионерами, 4 были неактивными по другим причинам.